# Руднемаримоновский сельсовет
Руднемаримоновский сельсовет (бел. Руднямарымо́наўскі сельсавет) — административная единица на территории Гомельского района Гомельской области Республики Беларусь. Административный центр — деревня Рудня Маримонова.

## История
Рудня-Маримоновский сельский Совет рабочих, крестьянских и красноармейских депутатов был образован в 1919 году в составе Дятловичской волости Гомельского уезда.
Названия:
- с 1919 — Рудня-Маримоновский сельский Совет рабочих, крестьянских и красноармейских депутатов
- с 5.12.1936 — Рудня-Маримоновский сельский Совет депутатов трудящихся
- с 7.10.1977 — Рудня-Маримоновский сельский Совет народных депутатов
- с 15.3.1994 — Рудня-Маримоновский сельский Совет депутатов[2].

Административное подчинение:
- с 1919 — в Дятловичской волости Гомельского уезда
- с 8.12.1926 — в Дятловичском районе
- с 4.8.1927 — в Гомельском районе
- с 10.2.1931 — в Лоевском районе
- с 25.12.1962 — в Речицком районе
- с 15.1.1964 — в Гомельском районе[2].

## Состав
Руднемаримоновский сельсовет включает 5 населённых пунктов:
- Городок — посёлок
- Добруш — посёлок
- Папанин — посёлок
- Рудня Жигальская — деревня
- Рудня Маримонова — деревня